# Noodgeval (lied)
Noodgeval is een lied van de Nederlandse band Goldband. Het werd in 2021 als single uitgebracht en stond in hetzelfde jaar als zesde track op het album Betaalbare romantiek.

## Achtergrond
Noodgeval is geschreven door Karel Gerlach, Boaz Kok, Milo Driessen en Wieger Hoogendorp en geproduceerd door Hoogendorp. Het is een lied dat kan worden ingedeeld in de genres nederpop, disco en synthpop. In het lied zingt de liedverteller over een vrouw die hij leuk vindt, maar die met een andere man danst. Hier maakt hij zich zorgen om en deze situatie wordt beschreven als een noodgeval. Het lied was de laatste single die werd uitgebracht voordat het album Betaalbare romantiek op de markt kwam.
Bij het lied is door filmmaker Véras Fawaz een bijbehorende videoclip gemaakt, waarin een detective een moord probeert op te lossen. De clip is gemaakt in de stijl van een detectivefilm uit de jaren '80.
In 2021 eindigde het nummer bij de verkiezing van Song van het jaar van 3voor12 op de derde plaats. Deze verkiezing werd gewonnen door Ik wil dansen van Froukje. Bij NPO Radio 2 werd het in 2022 uitgeroepen tot NPO Radio 2 TopSong. De single heeft in Nederland de driemaal platina status.

## Hitnoteringen
Bij uitbrengen werd het nummer veel gestreamd, maar bereikte het geen hitlijsten. Dit veranderde toen in 2022 de band een optreden gaf op het festival Lowlands, welke door recensenten werd beoordeeld als een van de beste optreden van dat jaar op het festival. Hierop volgend bereikten twee eerder uitgebrachte nummers van Goldband de hitlijsten in het Nederlands taalgebied. Dit waren Witte was en Noodgeval. Van die twee werd Noodgeval de grootste hit. Het kwam tot de derde plaats van de Vlaamse Ultratop 50 en stond 32 weken in deze lijst. De piekpositie in de Nederlandse Single Top 100 was de vierde plaats. Het was 77 weken in deze lijst te vinden. In de Nederlandse Top 40 piekte het op de zesde plaats in de 22 weken dat het in de lijst stond. Ook stond het nummer in 2022 in de Radio 2 Top 2000. Het kwam binnen op plaats 55 en was daarmee de hoogste nieuwe binnenkomer in de lijst van dat jaar.

### NPO Radio 2 Top 2000
| Nummer met noteringen in de NPO Radio 2 Top 2000 | '22 | '23 | '24 |
| ------------------------------------------------ | --- | --- | --- |
| Noodgeval                                        | 55  | 94  | 184 |

1. ↑  Een vetgedrukt getal geeft de hoogste notering aan.
2. ↑  2022 was het eerste jaar met een notering voor dit nummer.